# Liste von Persönlichkeiten der Stadt Ilsenburg (Harz)

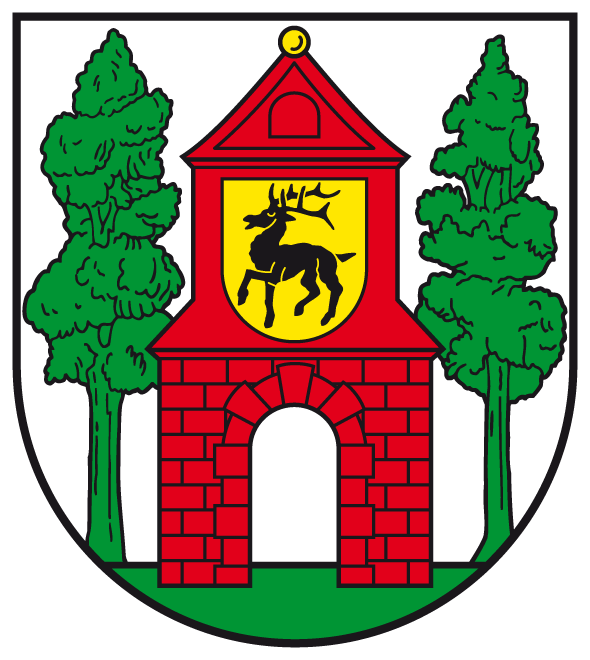
Wappen der Stadt Ilsenburg (Harz)

Die Liste von Persönlichkeiten der Stadt Ilsenburg (Harz) enthält Personen, die in der Geschichte der Stadt Ilsenburg (Harz) in Sachsen-Anhalt eine nachhaltige Rolle gespielt haben. Es handelt sich dabei um Persönlichkeiten, die Ehrenbürger der Stadt sind, hier bzw. in den heutigen Ortsteilen geboren sind oder hier gewirkt haben.
Für die Persönlichkeiten aus den nach Ilsenburg (Harz) eingemeindeten Ortschaften siehe auch die entsprechenden Ortsartikel.

## Ehrenbürger
- 1990 – Thilo Blick, Arzt (posthum verliehen)
- 1991 – Hermann Greifeld, Harzer Heimatdichter
- 2002 – Hans Riefenstahl, Heimatforscher

## Söhne und Töchter der Stadt

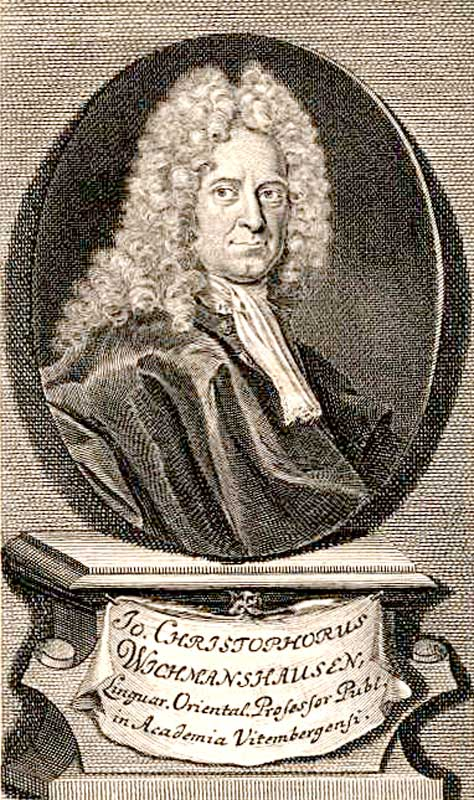
Johann Christoph Wichmannshausen

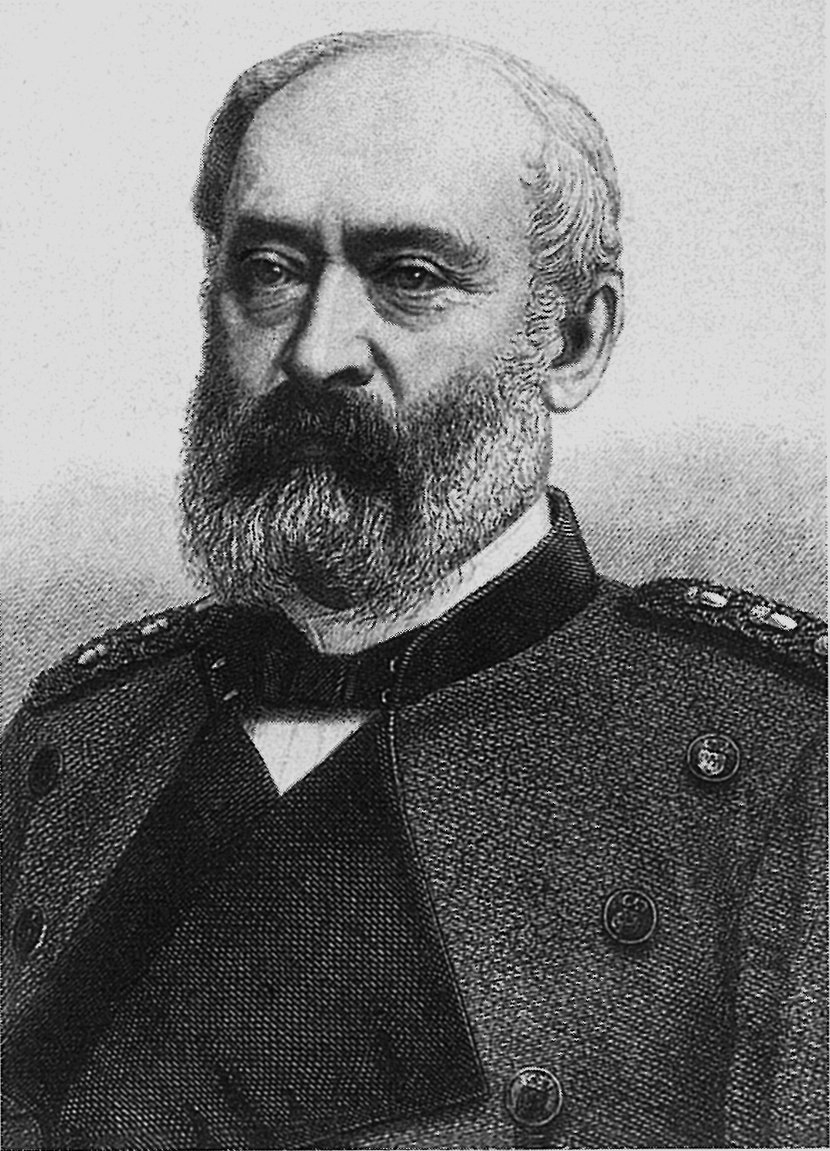
Otto von Hagen

- Peter Engelbrecht jun. (1558/59–1618), Jurist und Chronist des Klosters Ilsenburg
- Graf Ernst zu Stolberg (1650–1710), Regent der Grafschaft Wernigerode
- Johann Christoph Wichmannshausen (1663–1727), Orientalist
- Christian Ludwig Hartmann von Landwüst (1773–1844), preußischer und anschließend stolberg-wernigerödischer Oberforstmeister
- Christoph Friedrich Jasche (1780–1871), Naturforscher, geboren in Drübeck, gestorben in Ilsenburg
- Ferdinand von Hagen (1800–1874), Oberforstmeister in Stralsund
- Justus Dietrich von Hagen (1811–1866), königlich-preußischer Landforstmeister
- Otto von Hagen (1817–1880), Forstmann
- Robert Riefenstahl (1823–1903), Landschaftsmaler
- Heinrich Mooshake (1836–1914), Landwirt, Firmengründer, Großkaufmann, Bankier und Rittergutsbesitzer
- August Trümpelmann (1837–1915), Theologe und Schriftsteller
- Hugo Crola (1841–1910), Porträt-, Genre- und Historienmaler der Düsseldorfer Malerschule und Professor an der Kunstakademie Düsseldorf
- Therese Stutzer (1841–1916), Schriftstellerin
- Paul Carus (1852–1919), deutsch-amerikanischer Verleger, Schriftsteller und Philosoph
- Walter Schott (1861–1938), Bildhauer
- Otto Roth (1863–1944), Chirurg und Pionier der Narkose
- Georg Günther (1869–1945), deutsch-österreichischer Industriemanager
- Fritz Bock (1875–1963), Ingenieur
- Walter Schliephacke (1877–1955), Maler der Spätromantik
- Bernhard Lambrecht (1897–1971), Konditor, Fachbuchautor und Gründer der Bundesfachschule für das Konditorenhandwerk in Wolfenbüttel
- Hermann Greifeld (1901–1991), Harzer Heimatdichter
- Dieter Bührle (1921–2012), Unternehmer
- Rudi Lüttge (1922–2016), Leichtathlet
- Gisela Fuchs (* 1928), Betriebsdirektorin des VEB „Fortschritt“ Magdeburg und Abgeordnete der Volkskammer der DDR
- Werner Rahn (1939–2022), Marineoffizier (Kapitän zur See a. D.), Militärhistoriker, Amtschef des Militärgeschichtlichen Forschungsamtes
- Walter Eggert (1940–2017), Rennrodler
- Uwe Nehler (1946–2006), Politiker (SPD), von 1990 bis 2002 Mitglied im Landtag von Sachsen-Anhalt
- Reinhard Bredow (* 1947), Rennrodler
- Ortwin Ringleb (* 1949), Politiker (SPD)

## Persönlichkeiten, die mit der Stadt in Verbindung stehen

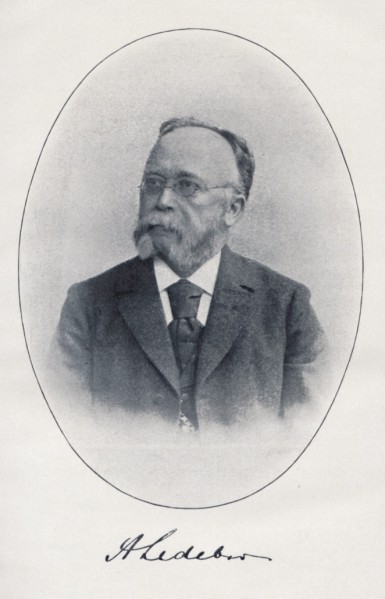
Adolf Ledebur

- Burchard von Veltheim (* um 1028; † 1088), Kleriker und als Burchard II. Bischof von Halberstadt, starb im Kloster Ilsenburg
- Peter Engelbrecht d. Ä. (1528–1598), Verwalter einer Schmelzhütte und Klosterverwalter
- Graf Heinrich Ernst zu Stolberg (1593–1672), Stifter der älteren Hauptlinie des gräflichen Hauses Stolberg
- Christoph Lamberg (1626–1680), gräflich-stolbergischer Hofprediger und Kirchenrat, starb in Ilsenburg
- Jakob Bierbrauer (1673–1749), Geistlicher und Bergrat, starb in Ilsenburg, nach ihm ist das Jacobsbruch am Brocken benannt
- Hans Dietrich von Zanthier (1717–1778), Oberforstmeister, gab privaten Forstunterricht im Ort
- Eberhard August Wilhelm von Zimmermann (1743–1815), Braunschweiger Professor, nahm 1775 von Ilsenburg aus eine der ersten Höhenmessungen des Brockens vor
- Johann Christian Ruberg (1746–1807), Hüttenmeister, Erfinder im Fachbereich Metallurgie
- Christoph Friedrich Jasche (1780–1871), Naturforscher
- Graf Botho zu Stolberg-Wernigerode (1805–1881), Historiker und Burgenforscher, starb im Schloss Ilsenburg (Bothobau)
- Georg Heinrich Crola (1804–1879) und Elisabeth Concordia Crola (1809–1878), wohltätiges Künstlerehepaar
- Eduard Schott (1808–1895), Metallurge und Kunstgießer, Entdecker des Kristallisationsverfahrens
- Friedrich von Hassel (1833–1890), preußischer Generalleutnant, starb hier
- Eleonore Reuß (1835–1903), Kirchenliederdichterin
- Adolf Ledebur (1837–1906), Metallurge, Entdecker des Ledeburit
- Ludwig Kotelmann (1839–1908), evangelischer Theologe, Lehrer, Augenarzt und Medizinhistoriker
- Hermann Lietz (1868–1919), Reformpädagoge und Gründer der deutschen Landerziehungsheime für Jungen
- Alfred Stier (1880–1967), Komponist und Musikdirektor der Evangelisch-Lutherischen Landeskirche Sachsens
- Heinz Quitt (1928–2021), Forstingenieur und Naturschützer in Sachsen-Anhalt, war Leiter der Oberförsterei Ilsenburg
- Harald Bauer (* 1949), Physiker und Politiker (CDU), war Stadtrat in Ilsenburg
- Eduard Schreiber (* 1939), Filmregisseur und Autor, wuchs in der Nähe von Ilsenburg auf
- André Lüderitz (* 1958), Politiker (Die Linke), von 2006 bis 2016 Mitglied des Landtags von Sachsen-Anhalt
- Peggy Wolf (* 1971), Journalistin und Autorin, wuchs hier auf